# Крилатка (плід)
Крилатка (лат. samara) — сухий нерозкривний однонасінний плід рослин, у якого оплодень розростається в шкірястий або перетинчастий плоский придаток, і це сприяє перенесенню плодів вітром.

## Приклади
| Світлина | Біномінальна назва   | Українська назва       |
| -------- | -------------------- | ---------------------- |
|          | Alsomitra macrocarpa | Яванський огірок       |
|          | Dipterocarpus alatus | Діптерокарпус крилатий |
|          | Tilia platyphyllos   | Липа широколиста       |
|          | Ulmus pumila         | В'яз карликовий        |
|          | Pinus clausa         | Сосна піщана           |
|          | Combretum zeyheri    |                        |
|          | Acer platanoides     | Клен звичайний         |

| Листок дуба | Це незавершена стаття з ботаніки. Ви можете допомогти проєкту, виправивши або дописавши її. |

В іншому мовному розділі є повніша стаття Samara (fruit) (англ.). Ви можете допомогти, розширивши поточну статтю за допомоги перекладу з англійської.
Не перекладайте текст, який видається недостовірним або низької якості. Якщо можливо, перевірте текст за посиланнями, поданими в іншомовній статті.